# NGC 525
NGC 525 este o galaxie lenticulară situată în constelația Peștii. A fost descoperită în 25 septembrie 1862 de către Heinrich Louis d'Arrest.